# 투르크메니스탄 축구 연맹
투르크메니스탄 축구 연맹(투르크멘어: Türkmenistanyň Futbol Federasiýasy, TFF)은 투르크메니스탄의 축구 협회이다.

## 역사
1992년에 창설된 이 연맹은 1994년에 모든 회원국의 국가대표팀 경기를 등록하는 FIFA에 가입하였다. 투르크메니스탄 축구 국가대표팀은 1992년에 첫 경기를 개최한 것으로 등록하였고, FIFA는 투르크메니스탄 축구 연맹이 1994년에 FIFA의 회원국이 되었지만, 1992년부터 투르크메니스탄 축구 국가대표팀은 토너먼트 경기에 참가할 수 있도록 허용된 것을 근거로 이 경기들을 집계하였다. 또한 이 연맹은 1994년부터 아시아 축구 연맹에 가입되어 있다.
2003년 3월 투르크메니스탄 축구 연맹은 특별 회의를 열었다. 비밀 투표 결과 알라베르디 맘멧쿨리예프가 회장으로 선출되었다.
2007년 3월, FIFA 회장 제프 블라터와 AFC 회장 무함마드 빈 함맘은 아시가바트 남부의 고급 주택 중 하나에 위치한 투르크메니스탄 축구 연맹의 새로운 본부를 열었다.
2008년 5월 선거에서는 데리아겔디 오라조프 의장이 단 한 명의 후보 지명을 받았다.
2012년 5월 선거에서 사파두르디 톨리예프 부총리가 참석한 대의원들에 의해 만장일치로 의장으로 선출되면서 리더십에 또 다른 변화가 생겼다. 또한, 회의는 새로운 로고를 채택했다.